# Phoenix Suns 2006-2007
La stagione 2006-07 dei Phoenix Suns fu la 39ª nella NBA per la franchigia.
I Phoenix Suns vinsero la Pacific Division della Western Conference con un record di 61-21. Nei play-off vinsero il primo turno con i Los Angeles Lakers (4-1), perdendo poi la semifinale di conference con i San Antonio Spurs (4-2).

## Roster
| N° | Naz.                               | Ruolo | Sportivo          | Anno | Alt. | Peso |
| -- | ---------------------------------- | ----- | ----------------- | ---- | ---- | ---- |
| 1  | Stati Uniti (bandiera)             | AC    | Amar'e Stoudemire | 1982 | 208  | 111  |
| 2  | Stati Uniti (bandiera)             | G     | Marcus Banks      | 1981 | 188  | 91   |
| 3  | Francia (bandiera)                 | AC    | Boris Diaw        | 1982 | 203  | 98   |
| 4  | Nuova Zelanda (bandiera)           | AC    | Sean Marks        | 1975 | 208  | 113  |
| 8  | Stati Uniti (bandiera)             | G     | Jalen Rose        | 1973 | 203  | 95   |
| 10 | Brasile (bandiera)                 | G     | Leandro Barbosa   | 1982 | 191  | 80   |
| 11 | Irlanda (bandiera)                 | AC    | Pat Burke         | 1973 | 211  | 113  |
| 13 | Canada (bandiera)                  | G     | Steve Nash        | 1974 | 191  | 88   |
| 19 | Isole Vergini Americane (bandiera) | G     | Raja Bell         | 1976 | 196  | 93   |
| 20 | Stati Uniti (bandiera)             | A     | Jumaine Jones     | 1979 | 203  | 99   |
| 22 | Stati Uniti (bandiera)             | A     | James Jones       | 1980 | 203  | 102  |
| 31 | Stati Uniti (bandiera)             | A     | Shawn Marion      | 1978 | 201  | 100  |
| 40 | Stati Uniti (bandiera)             | A     | Kurt Thomas       | 1972 | 206  | 104  |
| 52 | Stati Uniti (bandiera)             | GA    | Eric Piatkowski   | 1970 | 201  | 98   |

## Staff tecnico
- Allenatore: Mike D'Antoni
- Vice-allenatori: Dan D'Antoni, Alvin Gentry, Marc Iavaroni, Phil Weber
- Preparatore atletico: Aaron Nelson
- Assistente preparatore: Mike Elliott
- Preparatore fisico: Erik Phillips